# Speed (1994)
Speed ist ein Actionfilm aus dem Jahr 1994 von Regisseur Jan de Bont mit Keanu Reeves, Dennis Hopper und Sandra Bullock in den Hauptrollen. 1997 erschien eine Fortsetzung unter dem Titel Speed 2.

## Handlung
In einem Hochhaus in Los Angeles betreten 13 Personen einen Express-Fahrstuhl. Auf der Fahrt nach unten werden plötzlich dessen Drahtseile durch eine Explosion zerstört und der Fahrstuhl wird nach kurzem Fall im 30. Stockwerk durch das Notbremsen-System gestoppt. Ein Erpresser verlangt nun innerhalb einer Stunde drei Millionen US-Dollar Lösegeld, andernfalls werde er durch eine weitere Explosion die Notbremsen ebenfalls zerstören. Die Bomben-Spezialisten Jack und Harry vom LAPD sollen die Situation vor Ort einschätzen. Jack befestigt ein Drahtseil von einem Kran auf dem Dach des Hochhauses an dem Fahrstuhl, sodass alle Personen in letzter Sekunde befreit werden können.
Da der Erpresser die Sprengladungen bereits vor Ablauf der Zeit gezündet hat, vermutet Jack, dass er ihre Anwesenheit bemerkt hatte und sich deshalb in der Nähe aufhalten müsse. Er entdeckt den Erpresser in einem Frachtaufzug, woraufhin der Erpresser Harry als Geisel nimmt. Auf der Flucht schießt Jack Harry ins Bein, sodass der Erpresser allein flüchten muss und sich daraufhin hinter einer Tür scheinbar selbst in die Luft jagt. Einige Zeit später werden Jack und Harry für ihren mutigen Einsatz ausgezeichnet.
Am nächsten Morgen wird Jack Zeuge, wie ein Bus in die Luft gesprengt wird. Kurz darauf wird er von dem für tot gehaltenen Erpresser kontaktiert. Dieser erklärt Jack, dass er einen Linienbus mit einer Bombe präpariert habe, die scharf wird, sobald der Bus schneller als 50 Meilen pro Stunde (ca. 80 km/h) fährt, und explodiert, wenn der Bus danach wieder auf unter 50 Meilen pro Stunde verlangsamt. Der Erpresser fordert 3,7 Millionen US-Dollar bis spätestens 11 Uhr, und droht, den Bus zu sprengen, sollte ein Fahrgast den Bus verlassen.
Jack kann nicht verhindern, dass die Bombe scharf wird, doch es gelingt ihm, an Bord des Busses zu kommen. Als der Busfahrer während eines Handgemenges von einem Fahrgast angeschossen wird, muss Fahrgast Annie, die ihren Führerschein wegen zu schnellen Fahrens abgeben musste, am Lenkrad einspringen. Der Erpresser erlaubt der Polizei, den verletzten Busfahrer aus dem Bus zu schaffen. Als eine Frau die Nerven verliert und den Bus über die Vordertür verlassen will, detoniert an dieser Stelle ein Sprengsatz und tötet die Frau.
Die Polizei erkennt, dass der Freeway, auf dem sie fahren, noch nicht fertiggestellt wurde und eine ca. 15 Meter lange Lücke aufweist. Jack entscheidet, dass Annie Vollgas geben und mit dem Bus die Lücke überspringen soll. Im Anschluss daran fahren sie auf das Gelände des Flughafens von Los Angeles, wo sie Runden drehen. Jack verlässt den Bus unter einem Vorwand und versucht daraufhin, unter dem Bus die Bombe zu entschärfen, was ihm nicht gelingt.
In der Zwischenzeit findet man heraus, dass der Erpresser ein ehemaliger Polizist vom Sprengstoff-Kommando in Atlanta namens Howard Payne ist. Payne hatte sich 1989 zur Ruhe gesetzt, nachdem er durch eine Sprengladung einen Finger verlor. Als Harry mit einer Einsatzgruppe die Wohnung von Payne stürmt, detoniert eine Bombe und tötet alle Polizisten. Payne fordert, dass das Geld in einem Abfallbehälter am Pershing Square deponiert werden soll.
Jack erkennt, dass Payne eine Kamera im Bus versteckt hat und das Signal per Funk empfängt. Ein TV-Übertragungswagen zeichnet nun eine Minute des Signals auf und sendet es wieder in einer Endlosschleife, sodass Payne nicht sehen kann, dass alle Fahrgäste aus dem fahrenden Bus geholt werden. Der leere Bus explodiert, als er ein Frachtflugzeug rammt.
Den Ort der Geldübergabe überwacht die Polizei, doch Payne holt sich das Geld aus dem präparierten bodenlosen Abfallbehälter durch einen unterirdischen Tunnel über ein Loch im Gehsteig. Er nimmt, als Polizist verkleidet, Annie in seine Gewalt, bringt an ihr einen Sprengsatz an und flüchtet in die U-Bahn. Jack folgt ihnen und es kommt zum Kampf auf dem Dach des Zuges, bei dem Payne durch eine Lichtsignalanlage an der Decke des Tunnels geköpft wird. Die U-Bahn erreicht über eine Rampe die Erdoberfläche am Hollywood Boulevard, wo sie zum Stehen kommt. Annie und Jack küssen sich.

## Synchronisation
Die Synchronfirma Magma Synchron GmbH, Berlin, war für die deutsche Synchronisation verantwortlich. Für das Dialogbuch und die Dialogregie war Joachim Kunzendorf verantwortlich.
| Rolle                           | Schauspieler     | Synchronsprecher  |
| ------------------------------- | ---------------- | ----------------- |
| Officer Jack Traven             | Keanu Reeves     | Benjamin Völz     |
| Howard Payne                    | Dennis Hopper    | Joachim Kerzel    |
| Annie Porter                    | Sandra Bullock   | Bettina Weiß      |
| Lieutenant McMahon              | Joe Morton       | Andreas Rüdiger   |
| Detective Harold ‚Harry‘ Temple | Jeff Daniels     | Wolfgang Condrus  |
| Stephens                        | Alan Ruck        | Uwe Büschken      |
| Jaguar-Fahrer                   | Glenn Plummer    | Torsten Michaelis |
| Norwood                         | Richard Lineback | Bodo Wolf         |
| Helen                           | Beth Grant       | Edeltraut Elsner  |
| Sam                             | Hawthorne James  | Uwe Karpa         |
| Ortiz                           | Carlos Carrasco  | Bernd Schramm     |
| Nachrichtensprecher             | Antonio Mora     | Stefan Staudinger |
| Bob                             | John Capodice    | Klaus Bergatt     |
| Commissioner                    | Beau Starr       | Michael Telloke   |

## Hintergrund
- Der Film ist das Regiedebüt von Jan de Bont, der zuvor in zahlreichen Filmen Kameramann war.
- Die Dreharbeiten dauerten vom 7. September bis zum 23. Dezember 1993. Gedreht wurde an verschiedenen Orten in Kalifornien.
- Die Produktionskosten wurden auf etwa 30 Millionen US-Dollar geschätzt. Der Film spielte in den Kinos weltweit rund 350 Millionen US-Dollar ein, davon rund 121 Millionen US-Dollar in den USA.[3] In Deutschland wurden rund 3 Millionen Kinobesucher gezählt.
- Kinostart in den USA war am 10. Juni 1994, in Deutschland am 20. Oktober 1994.
- Da ein Fahrzeug bei Beschleunigung auf einer flachen Straße nicht nach oben steigen kann,[4] wurde für den Sprung des Busses eine Rampe verwendet. Das fehlende Straßenstück war beim Drehen vorhanden und wurde nachträglich per Bildbearbeitung entfernt – dabei wurde allerdings vergessen, den Schatten, den die Brücke wirft, zu entfernen. Alle Szenen, in denen der Bus auf einem Freeway zu sehen ist, wurden auf dem damals gerade neu gebauten Freeway Interstate 105 gedreht, der noch nicht für den Verkehr freigegeben wurde.
- Drehbuchautor Graham Yost wurde von dem Film Runaway Train aus dem Jahr 1985 inspiriert. Eine ähnliche Handlung hatte bereits auch der japanische Film Panik im Tokio-Express aus dem Jahr 1975.

## Soundtrack
Der Soundtrack zu Speed wurde am 30. August 1994 unter dem Label Fox / Arista / Fox Records auf Kassette und CD veröffentlicht.
Tracklist:
| Nr. | Interpret          | Titel                | Länge |
| 1   | Billy Idol         | Speed                | 4:22  |
| 2   | The Plimsouls      | A Million Miles Away | 3:41  |
| 3   | Gin Blossoms       | Soul Deep            | 3:06  |
| 4   | Cracker            | Let’s Go For A Ride  | 3:07  |
| 5   | Blues Traveler     | Go Outside And Drive | 4:51  |
| 6   | Ric Ocasek         | Crash                | 5:05  |
| 7   | Pat Benatar        | Rescue Me            | 3:01  |
| 8   | Rod Stewart        | Hard Road            | 4:28  |
| 9   | Carnival Strippers | Cot                  | 5:23  |
| 10  | Gary Numan         | Cars ('93 Sprint)    | 4:02  |
| 11  | Saint Etienne      | Like A Motorway      | 5:43  |
| 12  | Kiss               | Mr. Speed            | 3:17  |

## Kritiken
„Das Drehbuch von ‚Speed‘, geschrieben vom fernseherfahrenen Autor Graham Yost, liefert den einfachsten, aber wirkungsvollsten Anlaß für eine Hetzjagd, den es seit langem auf der Leinwand gegeben hat. Der Film hat denn auch den Anstand, seinem heimlichen Hauptdarsteller, dem silbergrauen Linienbus 2525, am Ende auf dem Flughafen eine filmische Beerdigung erster Klasse auszurichten. Regisseur De Bont nimmt das Action-Genre vollkommen ernst, die Kunst der Explosionen und Stunts, und er macht sich trotz seiner vergleichsweise knapp bemessenen Mittel – 30 Millionen Dollar – daran, seine Vorbilder zu übertrumpfen. Schon in einem Vorspiel, bei dem Held Jack einen Lift vor dem freien Fall in den Abgrund bewahren darf, demonstriert De Bont alle Tricks, die er in langen Dienstjahren als Action-Kameramann (‚Die Hard‘, ‚Basic Instinct‘) verfeinert hat. Und nach dem Ende der Busfahrt setzt er noch einen Trip in einer rasenden U-Bahn hintendran.“

„Die dramatischen Ereignisse bis zur Überlistung des Terroristen bieten äußerst spannendes Kino fast ohne Gewaltdarstellungen. Ein meisterhafter Montagefilm, ein Höhepunkt des Actionkinos. Nicht nur ein spannender Genrefilm, sondern ein Essay über die Essenz des Kinos: die Bewegung.“

## Auszeichnungen
- Bei der Oscarverleihung 1995 gewann der Film einen Preis in der Kategorie Beste Tonmischung und Bester Tonschnitt. Darüber hinaus war er in der Kategorie Bester Schnitt nominiert.
- Dem Film wurde die Goldene Leinwand 1995 verliehen, für das Erreichen von drei Millionen Kinobesuchern in 18 Monaten.